# Spillepengen
Spillepengen is een deelgebied (Delområde) in het stadsdeel Centrum van de Zweedse stad Malmö. Hoewel het gebied tot het centrum behoort ligt het vrij afgelegen. De wijk telt 1 inwoner (2013) en heeft een oppervlakte van 1,16 km². Spillepengen ligt ten oosten van het havengebied, vlak bij de gemeente Burlöv.
De wijk bevat de grootste vuilnisbelt van Malmö. Het bedrijf Sysav verzorgt de verwerking hiervan met onder andere een afvalverbrandingsinstallatie. Naast deze installatie is de waterzuiveringsinstallatie van Malmö gelegen. Een deel van de vuilnisbelt is veranderd in een recreatiegebied. Tevens zijn er diverse schietbanen in de omgeving te vinden.